# Economia participativa
L'economia participativa -freqüentment abreujada com a parecon- és un sistema econòmic proposat que usa una presa de decisions participativa com a mecanisme econòmic en una societat donada. Proposat com a alternativa llibertària a les economies de mercat capitalistes vigents, i també al socialisme de planificació central, i davant de la necessitat d'aplicació present dels principis i aspectes constructius de l'anarquisme: autogestió i federalisme en les empreses. Va sorgir del treball de l'activista i teòric polític Michael Albert, i de l'economista radical Robin Hahnel, en les dècades de 1980 i 1990.
| «                | Crec que el propi parecon és un projecte econòmic anarquista, perquè realitza funcions econòmiques desitjables, a fi i efecte d'incorporar ràpidament la influència i l'embolcallament de cada persona. El parecon no té jerarquies fixes i estructura de classes. Genera, no solament participació i justícia en els resultats socials i materials, sinó també autogestió real, el que és clarament un objectiu de l'anarquisme. He de pensar, en altres termes, que els anarquistes no han de trobar el parecon simplement adequat, i sí que l'han de veure com un company molt pròxim de les seves aspiracions. | » |
| — Michael Albert | |   |

La idea de l'economia participativa o parecon, va ser construïda barrejant part dels conceptes anarquistes col·lectivistes, del cooperativisme, part dels conceptes d'altres corrents socialistes d'encuny llibertari, com és el cas dels comunistes de consells, i desenvolupa característiques pròpies, aprofundint o modificant algunes de les tradicions clàssiques.

## Valors
Els valors que l'economia participativa tracta de fomentar, tot partint d'una premissa llibertària, són l'equitat, la solidaritat, la diversitat cultural i l'autogestió dels treballadors, i l'equilibri ecològic. Proposa per a aquestes finalitats els següents principis i institucions:
- consells de productors i de consumidors autogestionats a la seva presa de decisions
- complexos equilibrats de treball
- remuneració d'acord amb l'esforç i el sacrifici, i
- planificació participativa

Els defensors del parecon diuen que, la intenció és que els quatre ingredients principals d'aquest han de ser aplicats amb un mínim de jerarquia i un màxim de transparència en tots els debats i la presa de decisions. Aquest model està dissenyat per eliminar el secret en la presa de decisions econòmiques, i al seu lloc encoratjar la cooperació amistosa i el suport mutu.
Les discussions entorn d'aquest projecte són força grans i hi ha contribucions significatives a la qüestió sobre el funcionament de la societat participativa. El parecon defensa una estructura de consells democràtics de treballadors i consumidors que permetrien una forma diferenciada de presa de decisions, en diversos nivells, sustentada per l'autogestió. Hi ha un altre eix central, en la proposta del parecon, que és la creació, de complexos equilibrats de tasques, la qual cosa permetria acabar amb la separació entre el treball manual i l'intel·lectual. En el centre de la discussió del parecon, hi ha encara, tot un debat, entorn d'economia, propietat privada, remuneració, distribució, producció, consum, eficiència, productivitat, creativitat, innovacions, entre altres temes.

## Història
Hanhel era un estudiant en Harvard quan va conèixer Albert, que estava estudiant en el MIT. Durant gairebé tres dècades, el duo format per ambdós va produir set llibres. Entre els primers treballs estava "marxisme i teoria socialista", una avaluació de la teoria marxista i marxista-leninista que van subratllar el que ells creien que eren errades.
En 1991, mentre el bloc soviètic s'enfonsava i el capitalisme emergia triomfant, Albert i Hahnel van publicar "L'economia política de l'economia participativa", un model d'economia basat en l'assignació de recursos per mitjà de la democràcia participativa dins d'un marc integrat de consells de producció i consum, que va ser proposada, com a alternativa al capitalisme contemporani, un estat central socialista i el socialisme de mercat. En els anys subsegüents, ambdós autors van completar els buits en la seva visió i van discutir possibles institucions complementàries, tant polítiques com culturals, i van replicar a molts dels seus crítics.

## Observacions econòmiques
Albert i Hahnel van argüir que si bé aquells aspectes de la teoria marxista que rebutgen les institucions de propietat privada i mercats del capitalisme actual estaven ben fundats, altres aspectes de la doctrina marxista-leninista eren totalment o parcialment erronis i sovint constituïen obstacles en la lluita per la justícia social:
- Prejudicis
- Metodologia dialèctica
- Materialisme històric
- Conceptes de classe
- Teoria del valor del treball
- Teoria de crisi i rebuig del pensament visionari
- Valors i tendències autoritaris

Subseqüentment van produir "Socialisme avui i demà", que va ser una anàlisi del socialisme que imperava llavors a la Unió Soviètica, la Xina i Cuba, així com un esbós d'un marc teòric alternatiu per al socialisme.
El seu estudi tècnic del corrent majoritari de l'economia del benestar "Una revolució silenciosa en l'economia del benestar" denunciava la crisi profunda de la teoria econòmica del benestar. L'obra va ser originalment publicada per Princeton, però no va gaudir d'àmplia distribució. L'interès del llibre va impulsar la seva publicació a Internet. L'argument que la mà invisible del mercat produeix eficiència social és rebutjat, en ser considerat per Hahnel productor de rendiments decreixents i en frustrar més que facilitar avenços en anàlisi dels processos laborals, externalitats, béns públics, desenvolupament preferencial i estructures institucionals.
La solució socialista tradicional d'empresa pública combinada amb assignació dels recursos centralitzada i planificada va ser considerada per Hahnel insuficient. En conclusió Hahnel i Albert argumenten el següent: en aclarir les deficiències dels models tradicionals s'obre un camí per a paradigmes alternatius. Les ineficiències significatives de l'economia de mercat i l'economia planificada (i altres variants) requereixen la reorganització de les institucions de producció i consum, així com la recerca de mecanismes d'assignació que permeten a la racionalitat de l'individu informat ser completament consistent amb la racionalitat social. El següent pas va ser la formulació de la visió completa relativament detallada d'una economia basada en la planificació democràtica i participativa.

### Referents
Abans d'aquest projecte, van ser alguns els autors que van intentar traçar les línies mestres per a una organització de la societat futura i que han estat observats per l'economia participativa, de manera antiautoritària. Entre aquests exemples, es pot fer esment del llibre "La conquesta del pa" de Piotr Kropotkin, "L'organisme econòmic de la revolució" de Diego Abad de Santillán, "El comunisme llibertari" d'Isaac Puente Amestoy, "Idees sobre l'organització social" de James Guillaume, "Els sindicats obrers i la revolució social" de Pierre Besnard, "Sobre el contingut del socialisme II" de Cornelius Castoriadis, "Consells obrers" d'Anton Pannekoek, entre d'altres. El concepte de democràcia en l'empresa del parecon va ser precedit pel concepte de l'IWW de Woobly Shop (Botiga Woobly), amb característiques empresarials similars. En l'actualitat les empreses recuperades argentines en règim de cooperatives autogestionades i tota la xarxa de mercats que entre elles han format també són preses com a referència.